# Старинский Погост
Старинский Погост —  упразднённое в 1986 году село в Судогодском районе Владимирской области. Ныне на этом месте расположено кладбище с храмом Воскресения Христова XIX века.

## История
Ещё при Иване Грозном этот погост являлся центром огромной Старенской волости, располагавшейся к югу от Владимира. «Старинский погост при речке Плесневке находится в 16 в. от гор. Владимира (Владимирский уезд)».
Первое письменное упоминание о церкви в этих местах относится к 1628 году — храм деревянный в честь Воскресения Христова. Старинский приход, храм Воскресения Христова В XVIII веке помещиком Бартеневым строится каменный храм во имя Смоленской иконы Божией Матери. В 1824 году оба храма были разобраны и на их месте поставлены две часовенки. Тщанием причта и прихожан в 1826 году была построена одна новая каменная трёхпрестольная Воскресенская церковь с колокольней и каменной оградой.
В 1883 году стараниями крестьян деревни Лысково была построена каменная часовня. А в 1896 году крестьянин деревни Веригино Дмитрий Копин строит каменную часовню в память освобождения крестьян от крепостной зависимости.
В конце 1990-е годов полуразрушенный храм был приписан к Амвросиевскому приходу посёлка Головино. Местных жителей к тому времени практически не осталось.
Вместо села Старинский Погост теперь только обширное действующее кладбище. Рядом находится СНТ Лесное. Ближайшие населенные пункты: деревня Ефимовская, село Лукинское и деревня Комары Головинского сельского поселения.